# Decomotor-Foxinette
Decomotor-Foxinette is een Belgisch historisch merk van bromfietsen.
Decomotor was gevestigd in Brussel.
Dit bedrijf bouwde in 1952 en 1953 een bijzonder bromfietsje met een 40cc-Fuchs-motortje waarbij het frame tevens benzinereservoir was.